# Jean Templin
Jean Templin (ur. 14 grudnia 1928 w Baranowiczach jako Janusz Templin, zm. 23 listopada 1980 w Vandœuvre-lès-Nancy) – francuski piłkarz polskiego pochodzenia, występujący na pozycji napastnika.

## Tytuły
- Mistrz Francji: 1953, 1955 (i wicemistrz 1954 i 1957)
- Europejski Puchar Mistrzów: finalista 1955/56 (5 gier, 2 bramki)
- Zwycięzca w Coupe Latine 1953 (i finalista 1955)
- 202 mecze/40 bramek w Division 1 (155/32 w Reims, 22/6 w Lens, 25/2 w Nancy)